# 安達曼腹囊海龍
安達曼腹囊海龍（学名：Microphis insularis），為輻鰭魚綱棘背魚目海龍魚科的其中一種，被IUCN列為次級保育類動物，分布於亞洲安達曼群島南部的淡水水域，體長可達21公分，棲息在溪流，卵胎生。